# Huy Cận
Cù Huy Cận (31 tháng 5 năm 1919 – 19 tháng 2 năm 2005), bút danh và hoạt động nghệ thuật là  Huy Cận, là một chính khách, từng giữ nhiều chức vụ lãnh đạo cao cấp trong chính phủ Việt Nam như Bộ trưởng Bộ Canh nông (nay là Bộ Nông nghiệp và Phát triển nông thôn), Thứ trưởng Bộ Văn hóa Nghệ thuật, Bộ trưởng Bộ Văn hóa Giáo dục, Thứ trưởng Bộ Nội vụ, Bộ Kinh tế, Bộ trưởng Tổng Thư ký Hội đồng Bộ trưởng (nay là Bộ trưởng Chủ nhiệm Văn phòng Chính phủ), ngoài ra ông còn là một nhà lãnh đạo chủ chốt của Đảng Dân chủ Việt Nam, đảng viên Đảng Cộng sản Việt Nam, đồng thời cũng là một trong những thi sĩ xuất sắc nhất của phong trào Thơ mới. Ông từng là Viện sĩ Viện Hàn lâm Thơ Thế giới và Chủ tịch Ủy ban Liên hiệp các Hiệp hội Văn học Việt Nam giai đoạn 1984–1995.

## Tiểu sử
Huy Cận sinh ngày 31 tháng 5 năm 1919, trong một gia đình nhà nho nghèo gốc nông dân dưới chân núi Mồng Gà, bên bờ sông Ngàn Sâu (thượng nguồn sông La) ở làng Ân Phú, huyện Hương Sơn sau đó thuộc huyện Đức Thọ (nay là xã Ân Phú, huyện Vũ Quang), tỉnh Hà Tĩnh. Ngày sinh hiện nay là do ông của cậu khai khi vào học ở Huế, còn ngày sinh chính xác là ngày 29 tháng 12 năm Bính Thìn (dương lịch là ngày 22 tháng 1 năm 1917).
Ông lúc nhỏ học ở quê, sau vào Huế học trung học, đậu tú tài Pháp; rồi ra Hà Nội học trường Cao đẳng Canh nông. Trong thời gian học Cao đẳng, ông ở phố Hàng Than cùng với Xuân Diệu. Từ năm 1942, ông tham gia phong trào sinh viên yêu nước và Mặt trận Việt Minh, Huy Cận đã tham dự Quốc dân đại hội ở Tân Trào (tháng 8 năm 1945) và được bầu vào Ủy ban Giải phóng (tức Chính phủ Cách mạng lâm thời sau đó). Huy Cận cũng từng cộng tác với nhóm Tự Lực Văn Đoàn.

## Hoạt động chính trị
Tháng 8 năm 1945, Cù Huy Cận là một trong ba thành viên của phái đoàn Chính phủ Lâm thời (gồm Nguyễn Lương Bằng, Trần Huy Liệu và Cù Huy Cận) đi vào kinh đô Huế để tiếp nhận lễ thoái vị của Vua Bảo Đại.
Sau Cách mạng tháng Tám thành công, khi mới 26 tuổi, ông đã là Bộ trưởng Bộ Canh nông trong Chính phủ liên hiệp lâm thời Việt Nam Dân chủ Cộng hòa do Hồ Chí Minh đứng đầu Chính phủ.
Từ cuối năm 1945 ông là Ủy viên Ban Thanh tra đặc biệt của Chính phủ.
Sau này ông làm Thứ trưởng Bộ Văn hóa, rồi Bộ trưởng đặc trách Văn hóa Thông tin trực thuộc Hội đồng Bộ trưởng trong chính phủ Việt Nam Dân chủ Cộng hòa và Cộng hòa xã hội chủ nghĩa Việt Nam, phụ trách các công tác văn hóa và văn nghệ.
Từ 1984, ông là Chủ tịch Ủy ban Trung ương Liên hiệp các Hội Văn học nghệ thuật Việt Nam. Ngoài ra, ông còn là Đại biểu Quốc hội Việt Nam khóa I, II và VII.
Tháng 6 năm 2001, ông được bầu là Viện sĩ Viện Hàn lâm Thơ Thế giới.
Huy Cận mất ngày 19 tháng 2 năm 2005 tại Hà Nội sau một thời gian lâm trọng bệnh, thọ 88 tuổi. Nơi an nghỉ cuối cùng tại Nghĩa trang Mai Dịch.

## Sáng tác
Sáng tác của Huy Cận trước Cách mạng tháng 8 mang nét sầu não, buồn thương. Còn sau Cách mạng tháng 8 thơ Huy Cận đã lột xác hoàn toàn, trở nên mới mẻ và tràn đầy sức sống. Có thể thấy rằng các sáng tác của Huy Cận luôn bám sát hiện thực cuộc sống, thời đại.

### Trước tháng 8 năm 1945
Huy Cận có thơ đăng báo từ 1936, cho in tập thơ đầu Lửa thiêng năm 1940 (gồm những bài đã đăng báo trước 1940) và trở thành một trong những tên tuổi hàng đầu của phong trào Thơ mới lúc bấy giờ. Bao trùm Lửa Thiêng là một nỗi buồn mênh mang da diết. Thiên nhiên trong tập thơ thường bao la, hiu quạnh, đẹp nhưng thường buồn. Nỗi buồn đó dường như vô cớ, siêu hình nhưng xét đến cùng, chủ yếu là buồn thương về cuộc đời, kiếp người, về quê hương đất nước. Hồn thơ "ảo não", bơ vơ đó vẫn cố tìm được sự hài hòa và mạch sống âm thầm trong tạo vật và cuộc đời. Trong Kinh cầu tự (1942, văn xuôi triết lý) và Vũ trụ ca (thơ đăng báo 1940–1942), Huy Cận đã tìm đến ca ngợi niềm vui, sự sống trong vũ trụ vô biên song vẫn chưa thoát khỏi bế tắc.

### Sau tháng 8 năm 1945
Các tác phẩm của Huy Cận sau Cách mạng tháng 8: 
- Trời mỗi ngày lại sáng (tập thơ, 1958)
- Đất nở hoa (tập thơ, 1960)
- Bài thơ cuộc đời (tập thơ, 1963)
- Hai bàn tay em (tập thơ thiếu nhi, 1967)
- Phù Đổng Thiên Vương (tập thơ, 1968)
- Những năm sáu mươi (tập thơ, 1968)
- Cô gái Mèo (truyện thơ, 1972)
- Chiến trường gần đến chiến trường xa (tập thơ, 1973)
- Họp mặt thiếu niên anh hùng (tập thơ thiếu nhi, 1973)
- Những người mẹ, những người vợ (tập thơ, 1974)
- Ngày hằng sống ngày hằng thơ (tập thơ, 1975)
- Sơn Tinh,Thủy Tinh (tập thơ, 1976)
- Ngôi nhà giữa nắng (tập thơ, 1978)
- Suy nghĩ về nghệ thuật (tiểu luận phê bình, 1980 – 1982)
- Hạt lại gieo (tập thơ, 1984)
- Tuyển tập Huy Cận tập I (tuyển tập thơ, 1986)
- Chim làm ra gió (tập thơ, 1991)
- Một cuộc cách mạng trong thi ca (chủ biên cùng Hà Minh Đức, 1993)
- Tào Phùng (tập thơ, 1993)
- Thơ tình Huy Cận (tuyển tập thơ, 1994)
- Nước triều Đông (Mareés de la Mer Orientale) (tập thơ tiếng Pháp, 1994)
- Suy nghĩ về bản sắc dân tộc (văn hóa, 1994)
- Các vùng văn hoá Việt Nam (chủ biên cùng Đinh Gia Khánh, 1995)
- Tuyển tập Huy Cận II (tuyển tập thơ, 1995)
- Thông điệp từ vừng sao và từ mặt đất (Messages stélaires et Terrestres) (tập thơ tiếng Pháp, 1996)
- Lời tâm nguyện cùng hai thế kỷ (tập thơ, 1997)
- Ta về với biển (tập thơ, 1997)
- Hồi ký song đôi (tự truyện, 1997)
- Lửa hồng muối mặn (tập thơ, 2001)
- Cha ông nghìn thuở (tráng ca, 2002)

### Sáng tác được phổ nhạc
- Ngậm ngùi được Phạm Duy phổ nhạc
- Áo trăng, Buồn đêm mưa và Tự tình được Hoàng Thanh Tâm phổ nhạc
- Buồn đêm mưa được Phạm Đình Chương phổ nhạc
- Những thành phố bên bờ biển cả được Phạm Đình Sáu phổ nhạc

## Vinh danh
- Giải thưởng Hồ Chí Minh về văn học nghệ thuật (đợt I – năm 1996).[7]
- Huân chương Hồ Chí Minh.[2]
- Huân chương Sao Vàng (truy tặng năm 2005).[8]
- Tháng 6 năm 2001, Huy Cận được bầu là viện sĩ Viện Hàn lâm Thơ Thế giới.[6]
- Ở một số thành phố đã có đường phố mang tên nhà thơ Huy Cận như Đồng Hới, Quảng Bình (nối Nguyễn Bỉnh Khiêm với Mạc Đĩnh Chi). Ở huyện Vũ Quang, tỉnh Hà Tĩnh (quê ông), có Trường Trung học phổ thông mang tên Cù Huy Cận, ở thành phố Hà Tĩnh có đường Huy Cận (phường Nguyễn Du, giao với đường Xuân Diệu).[9][10]

## Đời tư
Về đời tư, Huy Cận có hai người vợ. Người vợ đầu của ông là bà Ngô Thị Xuân Như (1928-2009), em gái của nhà thơ Xuân Diệu, kết hôn năm 1951, từng công tác y tế tại Ban Kiểm tra 12 (Phủ Thủ tướng), Bác sĩ Viện Y học cổ truyền Việt Nam. Người vợ thứ là bà Trần Lệ Thu, kết hôn năm 1960, cán bộ giảng dạy Nga văn ở một trường Đại học lớn tại Hà Nội. Huy Cận và Xuân Diệu là 2 nhà thơ lớn, 2 người bạn lớn, tri kỷ. Xuân Diệu cùng sống với gia đình Huy Cận cho đến hết cuộc đời tại ngôi nhà số 24 đường Cột Cờ (đường Điện Biên Phủ), Hà Nội.
Ông có bốn người con, hai con trai và hai con gái. Con trai cả của ông là tiến sĩ luật Cù Huy Hà Vũ (với người vợ đầu là bà Ngô Thị Xuân Như), người bị bắt năm 2011 và kết án 7 năm tù, 3 năm quản chế về tội Tuyên truyền chống Nhà nước Cộng hòa Xã hội chủ nghĩa Việt Nam theo điều 88 Bộ luật hình sự Việt Nam.
Em trai ông là tiến sĩ triết học – mỹ học Cù Huy Chử, từng công tác tại Ban Tuyên huấn Trung ương Đảng Cộng sản Việt Nam.